# Edward Sylvester Morse
Pour les articles homonymes, voir Morse.
Edward Sylvester Morse est un naturaliste et inventeur américain, né le 18 juin 1838 à Portland et mort le 20 décembre 1925 à Salem.

## Biographie
Sa scolarité commence mal. Il est expulsé des quatre premières écoles qu'il fréquente et quitte la cinquième. Il préfère explorer le littoral à la recherche d’épave ou parcourir la campagne pour y étudier la faune et la flore, mais son absence d’éducation ne l’empêche pas d’avoir une vie exemplaire.
Ainsi, la collection de coquillages qu’il constitue durant son adolescence lui vaut très vite la visite d’éminents scientifiques de Boston, de Washington et même de Grande-Bretagne.
Il se spécialise notamment sur les escargots terrestres. Il n’a pas douze ans qu’il découvre deux espèces nouvelles de taille minuscule : Helix milium et H. astericus. Il reçoit alors la visite du Britannique Philip Pearsall Carpenter (1819-1877). Celui-ci accompagne le jeune Morse dans une sortie sur le terrain à la recherche de coquillages. Carpenter le recommande à  Louis Agassiz (1807-1873) du Museum of Comparative Zoology et vante ses qualités intellectuelles et ses talents d’illustrateur.
Agassiz offre à Morse, âgé alors de 21 ans, un poste d’assistant chargé de la préservation, du catalogage et du dessin des collections de mollusques et de brachiopodes. Il passera alors toute sa vie entre deux institutions : la Peabody Academy of Science et l’Essex Institute de Salem. Afin de compléter ses revenus, Morse donne des cours et des conférences dans diverses institutions et passe notamment deux ans au Japon qui cherche alors à moderniser son enseignement scientifique.
La réputation de Morse est bientôt solidement établie tant en zoologie qu’en ethnologie, en céramiques orientales qu’en muséologie. Il est même l’auteur d’un livre sur l’astronomie où il discute de la possibilité d’une vie extraterrestre. Cet autodidacte recevra de nombreux titres universitaires honorifiques, notamment de Harvard ou Yale.
Il publie en 1864 son premier travail consacré aux mollusques sous le titre de Observations on the Terrestrial Pulmonifera of Maine, Including a Catalogue of All the Species of Terrestrial and Fluviatile Mollusca Known to Inhabit the State. En 1870, il fait paraître The Brachipoda, a Division of the Annelida où il propose de détacher les brachiopodes des mollusques avec lesquels ces animaux étaient jusque-là classés.
En 1877, il part pour le Japon, pour une collecte de brachiopodes, sur les côtes, mais cette visite devient un séjour de trois ans, quand on lui propose un poste à l'Université de Tokyo. Il recommande certaines de ses connaissances pour aider au démarrage de la modernisation de l'ère Meiji. Il démarre les études d'archéologie et d'anthropologie dans le pays et amasse une collection de plus de cinq mille poteries japonaises. Il publie alors Japanese homes and their surroundings où il présente ses travaux, illustré par ses propres dessins. Revenu aux États-Unis, il devient directeur du Peabody Museum de Salem, de 1880 à 1914, et conservateur de la poterie du musée des Beaux-Arts à Boston, où sa collection est exposée. Il dépose un brevet de chauffage et de ventilation par les rayons du soleil en 1881 .

## Œuvres
- 1886. Japanese Homes and Their Surroundings, New York, Harper[3].
- 1888. Japanese Homes and Their Surroundings, Boston, Ticknor[4].
- 1901. Catalogue of the Morse collection of Japanese pottery, Cambridge, Riverside Press[5].
- 1902. Glimpses of China and Chinese Homes, Boston, Little, Brown[6].
- 1917. Japan Day by Day, 1877, 1878-79, 1882-83, Boston, Houghton Mifflin Company[7].
  - 1917. Japan Day by Day, Vol. I.[8].
  - 1917. Japan Day by Day, Vol. II[9].